# Real Ariquemes Esporte Clube
El Real Ariquemes Esporte Clube és un club de futbol brasiler de la ciutat d'Ariquemes a l'estat de Rondônia. Disputa els seus partits a l'estadi Gentil. Va ser fundat el 25 d'abril de 2011.

## Palmarès
- Campionat rondoniense:[3]
  - 2017, 2018, 2022

- Campionat rondoniense femení: 
  - 2019, 2020, 2021, 2022